# Sebastian Henriksson
Sebastian Henriksson, född 12 oktober 1974 i Degerfors, är en svensk före detta fotbollsspelare.

## Karriär
Henriksson spelade för moderklubben Degerfors IF i allsvenskan i början av 1990-talet och spelade senare i Örgryte IS och IFK Göteborg.
Till Örebro SK kom han 2006 efter två år av sejour i norska Odd Grenland.
Henriksson var med och förde Örebro SK tillbaka till allsvenskan hösten 2006. I Örebro hann han spela 42 allsvenska matcher och 29 i superettan. Efter tre säsonger lämnade Henriksson Örebro och återvände till sin moderklubb Degerfors IF inför säsongen 2009.
Sedan våren 2021 arbetar Sebastian som assisterande tränare till Degerfors IFs damlag.  Laget avancerade från division 3 2020 till division 1 och den serieindelningen som blev inför säsongen 2023.